# Argo (pel·lícula)
Argo és una pel·lícula estatunidenca de 2012 dirigida i protagonitzada per Ben Affleck. Ha estat doblada i subtitulada al català.
La pel·lícula és una adaptació del llibre de Matt Baglio i Tony Méndez, basada en fets reals que succeïren a Teheran després de la revolució iraniana de 1979. De fet, la pel·lícula se centra en l'operació conjunta encoberta entre els Estats Units i el Canadà com a part de la crisi dels ostatges, en què sis ciutadans nord-americans, s'havien refugiat a l'ambaixada de la capital canadenca de l'Iran després de la revolució.
Argo ha guanyat molts premis internacionals, entre ells tres Premis Oscar 2012 (incloent-hi Millor Pel·lícula de l'any), dos Globus d'Or i tres premis British Academy of Film and Television Arts.

## Argument
Durant la revolució islàmica a Teheran, el 4 novembre 1979 diversos milicians van irrompre a l'ambaixada dels EUA i preneren com a ostatges a 52 persones del cos diplomàtic. Però un grup de sis oficials aconsegueix escapar, refugiant-se a la residència de l'ambaixador del Canadà Ken Taylor. Conscient del fet que els revolucionaris iranians aviat podrien trobar i matar els fugitius, el govern dels EUA (en col·laboració amb les autoritats canadenques), indica a l'agent de la CIA, Tony Méndez, un expert en operacions encobertes, que organitzi un pla d'alliberament. Es programa una missió de cobertura en què els fugitius es fan passar per un equip de filmació canadenc que està explorant paisatges "exòtics" per la creació d'una pel·lícula de ciència-ficció.
Méndez i el seu supervisor Jack O'Donnell contacten John Chambers, un artista de maquillatge de Hollywood que havia col·laborat anteriorment amb la CIA per fer disfresses. Chambers els posa en contacte amb el productor cinematogràfic Lester Siegel, amb qui munta un estudi de cinema fals, i junts són capaços d'obtenir el consentiment de desenvolupar "Argo", tot per donar credibilitat al pla. Mentrestant, els fugitius comencen a estar cada vegada més nerviosos pel llarg període d'espera a la casa de l'ambaixador, i també perquè els revolucionaris iranians estaven reconstruint documents amb la identitat de l'equip diplomàtic de l'ambaixada.
Amagat com a productor d'"Argo", Mendez entra a l'Iran i proporciona als fugitius falsos passaports i documents d'identitat canadencs per passar el control a l'aeroport de Teheran. Encara que tots els ostatges dubten de Méndez, accepten el pla com l'única possibilitat de sortir del país.
Quan arriben a l'aeroport la tensió puja en l'últim moment, quan una patrulla iraniana s'adona del que està passant. Finalment, aconsegueixen pujar a l'avió abans que la policia iraniana els detingui.

## Repartiment
- Ben Affleck: Tony Mendez
- John Goodman: John Chambers
- Alan Arkin: Lester Siegel
- Bryan Cranston: Jack O'Donnell
- Victor Garber: Ken Taylor
- Michael Cassidy: Analista
- Christopher Denham: Mark Lijek
- Clea DuVall: Cora Lijek
- Rory Cochrane: Lee Schatz
- Tate Donovan: Bob Anders
- Kerry Bishé: Kathy Stafford
- Kyle Chandler: Hamilton Jordan
- Bob Gunton: Cyrus Vance
- Philip Baker Hall: Turner
- Chris Messina: Malinov
- Adrienne Barbeau: Nina
- Tom Lenk: Rodd
- Titus Welliver: Jon Bates
- Richard Kind: Max Klein
- Michael Parks: Jack Kirby
- Željko Ivanek: Robert Pender
- Keith Szarabajka: Adam Engell
- Scoot McNairy: Joe Stafford
- Riccardo Rossi: Tony Mendez
- Angelo Nicotra: John Chambers

## Premis i nominacions

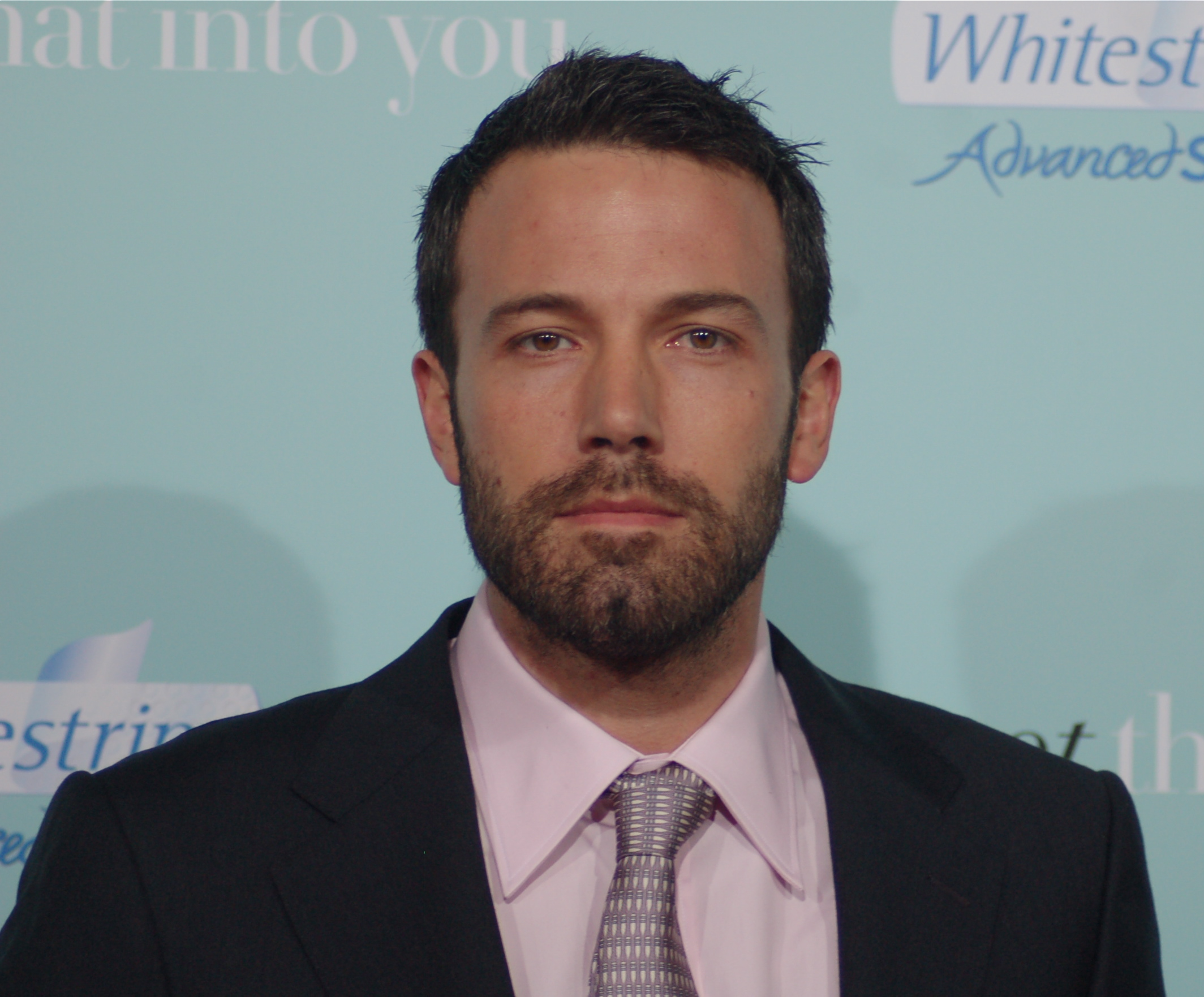
L'actor, productor i director Ben Affleck.

### Premis
- 2013. Oscar a la millor pel·lícula
- 2013. Oscar al millor guió adaptat per Chris Terrio
- 2013. Oscar al millor muntatge per William Goldenberg
- 2013. Globus d'Or a la millor pel·lícula dramàtica
- 2013. Globus d'Or al millor director per Ben Affleck
- 2013. BAFTA a la millor pel·lícula
- 2013. BAFTA al millor director per Ben Affleck
- 2013. BAFTA al millor muntatge per William Goldenberg
- 2013. César a la millor pel·lícula estrangera

### Nominacions
- 2013. Oscar al millor actor secundari per Alan Arkin
- 2013. Oscar a la millor banda sonora per Alexandre Desplat
- 2013. Oscar al millor so per John Reitz, Gregg Rudloff i José Antonio García
- 2013. Oscar a la millor edició de so per Erik Aadahl i Ethan Van der Ryn
- 2013. Globus d'Or a la millor banda sonora per Alexandre Desplat
- 2013. Globus d'Or al millor actor secundari per Alan Arkin
- 2013. Globus d'Or al millor guió per Chris Terrio
- 2013. BAFTA al millor actor per Ben Affleck
- 2013. BAFTA al millor actor secundari per Alan Arkin
- 2013. BAFTA a la millor música per Alexandre Desplat
- 2013. BAFTA al millor guió adaptat per Chris Terrio